# 576901 Adagio
576901 Adagio este o planetă minoră (asteroid) din centura de asteroizi. A fost descoperită pe 28 ianuarie 2008 la  de . 
Obiectul prezintă o orbită caracterizată de o semiaxă mare de 2,9625296761334 UAi, o excentricitate de 0,049197236614196, o înclinație de 12,262422119022 ° în raport cu ecliptica.